# Pterygostegia grandilobata
Pterygostegia grandilobata är en mångfotingart som beskrevs av Murakami och Kawasawa 1976. Pterygostegia grandilobata ingår i släktet Pterygostegia och familjen Diplomaragnidae. Inga underarter finns listade i Catalogue of Life.